# Samsung Galaxy J4+
Samsung Galaxy J4 Plus (Samsung Galaxy J4+) — это Android-смартфон производства Samsung Electronics. Он был представлен 19 сентября 2018 года и выпущен через месяц. Улучшенная версия Galaxy J4 2018.

## Описание

### Экран
Диагональ экрана IPS составляет 6 дюймов, разрешение 1480 х 720, соотношение сторон 18,5:9. Максимальная яркость достигает 549 нит, что выше значения у большинства конкурентов. При отключении датчика окружающего освещения яркость снижается до 484 нит. Цветовая температура экрана составляет 9626к.

### Камеры
Разрешение задней камеры 13 Мп, апертура f/1.9. Максимальное разрешение фотографий составляет 4128 х 3096 пикселей, видео до 1920 х 1080 со скоростью 30 кадров/с. Передняя камера 5 Мп с апертурой f/2.2. В обоих случаях есть светодиодная вспышка. Приложение камеры обладает многочисленными опциями, в том числе HDR, таймером и несколькими режимами съёмки.